# Acerbia alpina
Acerbia alpina là một loài bướm đêm thuộc phân họ Arctiinae, họ Erebidae.